# 252 (číslo)
Dvě stě padesát dva je přirozené číslo, které následuje po čísle dvě stě padesát jedna a předchází číslu dvě stě padesát tři. Římskými číslicemi se zapisuje CCLII a řeckými číslicemi σνβ.

## Matematika
252 je:
- Abundantní číslo
- Nešťastné číslo
- Nepříznivé číslo
- Šestiúhelníkové pyramidové číslo
- Součet čtyř třetích mocnin a také součin dvou součtů třetích mocnin:

{\displaystyle 1^{3}+2^{3}+3^{3}+6^{3}=(1^{3}+2^{3})(1^{3}+3^{3})=252}

## Chemie
- 252 je nukleonové číslo nejstabilnějšího izotopu einsteinia[1]

## Astronomie
- (252) Clementina je planetka hlavního pásu, kterou objevil v roce 1885 Henri Joseph Anastase Perrotin

## Doprava
- Silnice II/252 je česká silnice II. třídy vedoucí na trase II/296 - Pomezní Boudy – Polsko[2][3][4]

## Ostatní
- +252 je mezinárodní telefonní předvolba Somálska

## Roky
- 252
- 252 př. n. l.